# یک دنیا تفاوت با تو
«یک دنیا تفاوت با تو» (انگلیسی: A Far Cry from You) ترانه‌ای در سبک موسیقی کانتری است که شعر متن آن را استیو ارل نوشته و در سال ۱۹۸۵ توسط کانی اسمیت اجرا شد. این ترانه، نخستین تک‌آهنگ رسمی کانی اسمیت بود که پس از تصمیم او برای بازنشستگی در اواخر دهه ۱۹۷۰ منتشر شد. این ترانه همچنین آخرین تک‌آهنگ او بود که به جایگاهی در جدول ترانه‌های داغ کانتری دست یافت.

## ترانه‌های گرامافون
صفحه گرامافون ۷ اینچی
- «یک دنیا تفاوت با تو»
- «دست نزن»

## جداول

### جداول هفتگی
| جدول (۱۹۸۵)                               | بالاترین رتبه |
| ----------------------------------------- | ------------- |
| ترانه‌های داغ کانتری آمریکا (مجله بیلبورد) | ۷۱            |